# Zachodnia Rumanowa Czuba
Zachodnia Rumanowa Czuba (słow. Západný Rumanov zub, 2325 m) – turnia znajdująca się na grani głównej Tatr Wysokich Rysy – Przełęcz pod Kopą, między szczytem Wysokiej (Vysoká 2559 m), a Wschodnią Rumanową Czubą. Od Wysokiej oddziela ją Zachodnia Rumanowa Przełęcz, od Wschodniej Rumanowej Czuby Pośrednia Rumanowa Przełęcz. Na obydwie strony opada ścianami; ku północy do Doliny Ciężkiej, ku południowi do Dolinki Rumanowej.

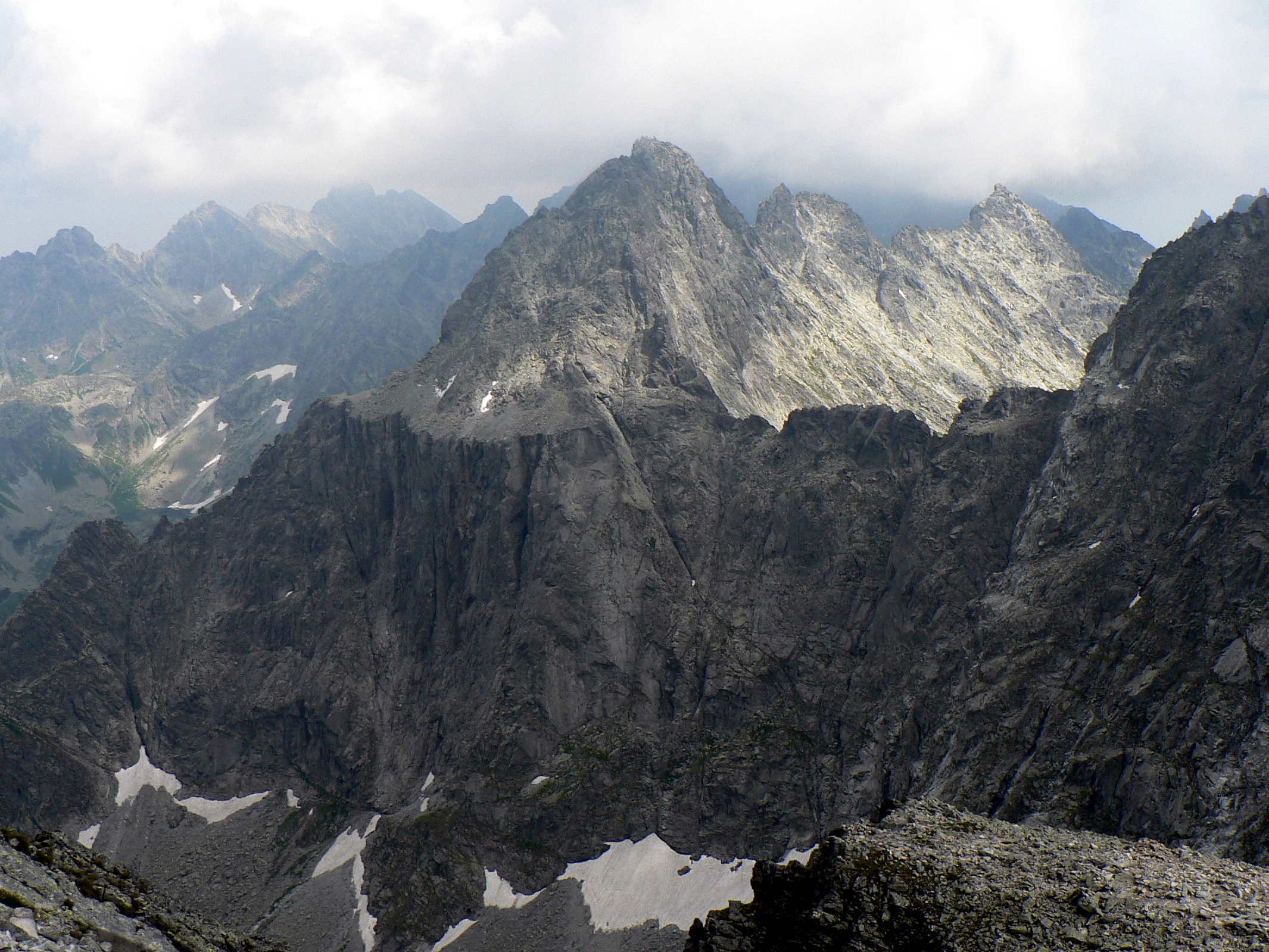
Widok z Rysów
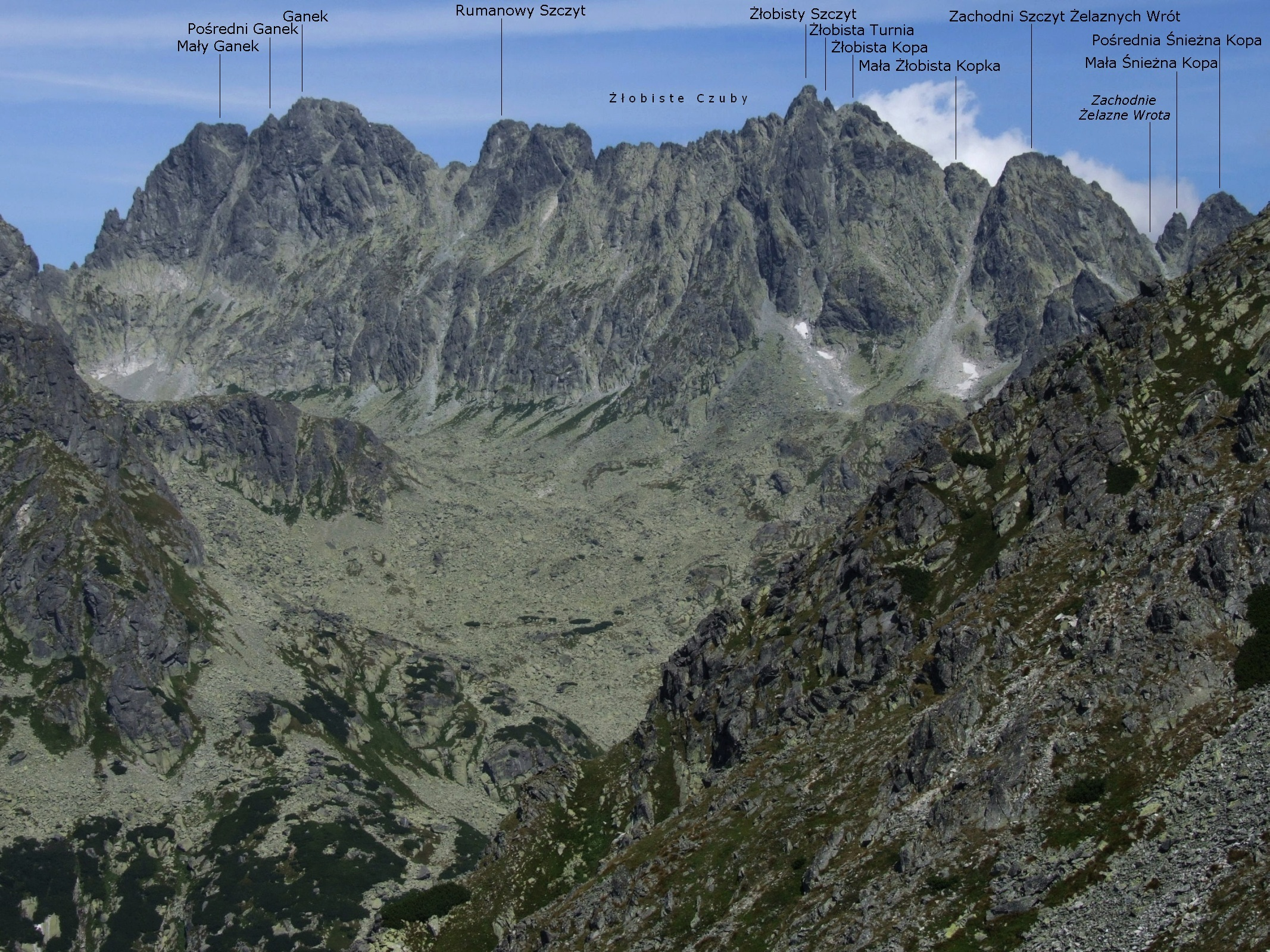
Wschodnia Rumanowa Przełęcz – najniższe ze wcięć po lewej stronie zdjęcia
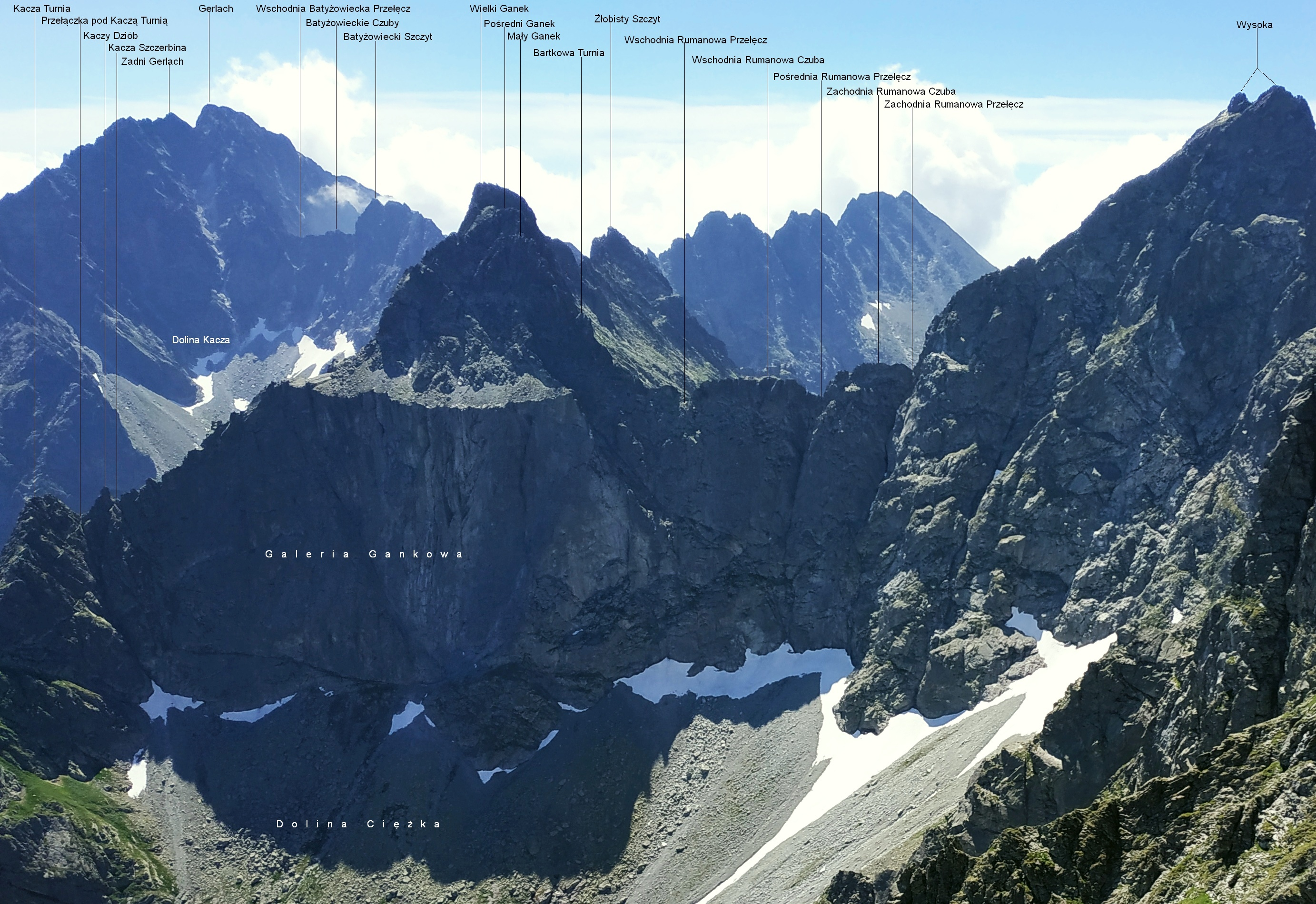
Widok z Niżnych Rysów

## Taternictwo
Nie prowadzi tędy żaden znakowany szlak turystyczny, jest to natomiast rejon dozwolony do uprawiania taternictwa. Wśród taterników jednak turnia ta jest mało popularna. Władysław Cywiński pisał: „Piękna, niezbyt trudna graniówka. Ściana północna... ma nazbyt sławne sąsiadki, by stać się popularna, ściana południowa imponująca płytami o wyjątkowej urodzie ma z kolei fatalny współczynnik podejście/wspinanie”.
1. Północną ścianą; V w skali tatrzańskiej, 3 godz., dołem kruszyzna, górą lita skała
2. Granią ze Wschodniej Rumanowej Przełęczy; II, A0, czas przejścia 30 min
3. Ze Wschodniej Rumanowej Przełęczy obchodząc grań; I, 20 min